# فرودگاه روج
فرودگاه روج (به انگلیسی: RWJ Airpark) یک فرودگاه همگانی بهره‌برداری هوایی است که یک باند فرود آسفالت دارد و طول باند آن ۱۵۳۵ متر است. این فرودگاه در شهر بیچ سیتی، تگزاس کشور ایالات متحده آمریکا قرار دارد و در ارتفاع ۹ متری از سطح دریا واقع شده است.